# Petteri Nokelainen
Petteri Nokelainen, född 16 januari 1986 i Imatra, Finland, är en finländsk professionell ishockeyspelare som spelar för SaiPa i FM-ligan. Han har tidigare spelat för NHL-lagen New York Islanders, Boston Bruins, Anaheim Ducks, Phoenix Coyotes och Montreal Canadiens. Han spelade även för Brynäs IF säsongen 2013/2014.
Nokelainen valdes som 13:e spelare totalt av New York Islanders i NHL-draften 2004.
Petteri Nokelainen var med och vann VM-guld med Finland 2011.

## Statistik

### Klubbkarriär
| 2002–03    | SaiPa                    | SM-L       | 2   | 1  | 0  | 1  | 2   | —  | — | — | — | —  |
| 2003–04    | SaiPa                    | SM-L       | 40  | 4  | 4  | 8  | 16  | —  | — | — | — | —  |
| 2004–05    | SaiPa                    | SM-L       | 52  | 15 | 5  | 20 | 34  | —  | — | — | — | —  |
| 2005–06    | New York Islanders       | NHL        | 15  | 1  | 1  | 2  | 4   | —  | — | — | — | —  |
| 2006–07    | Bridgeport Sound Tigers  | AHL        | 60  | 6  | 10 | 16 | 51  | —  | — | — | — | —  |
| 2007–08    | Providence Bruins        | AHL        | 8   | 3  | 5  | 8  | 4   | 6  | 4 | 1 | 5 | 0  |
| 2007–08    | Boston Bruins            | NHL        | 57  | 7  | 3  | 10 | 19  | 7  | 0 | 2 | 2 | 4  |
| 2008–09    | Boston Bruins            | NHL        | 33  | 0  | 3  | 3  | 10  | —  | — | — | — | —  |
| 2008–09    | Anaheim Ducks            | NHL        | 17  | 4  | 2  | 6  | 6   | 9  | 0 | 0 | 0 | 2  |
| 2009–10    | Anaheim Ducks            | NHL        | 50  | 4  | 7  | 11 | 21  | —  | — | — | — | —  |
| 2009–10    | Phoenix Coyotes          | NHL        | 17  | 1  | 1  | 2  | 6   | 5  | 0 | 0 | 0 | 2  |
| 2010–11    | Jokerit                  | SM-L       | 46  | 11 | 16 | 27 | 116 | 7  | 2 | 0 | 2 | 12 |
| 2011–12    | Phoenix Coyotes          | NHL        | 5   | 0  | 1  | 1  | 0   | –  | – | – | – | –  |
| 2011–12    | Montreal Canadiens       | NHL        | 51  | 3  | 3  | 6  | 37  | –  | – | – | – | –  |
| 2012–13    | Hamilton Bulldogs        | AHL        | 17  | 2  | 2  | 4  | 21  | —  | — | — | — | —  |
| 2013–14    | Brynäs IF                | SHL        | 19  | 4  | 3  | 7  | 12  | 5  | 0 | 3 | 3 | 2  |
| 2014–15    | Torpedo Nizjnij Novgorod | KHL        | 26  | 7  | 3  | 10 | 32  | —  | — | — | — | —  |
| NHL totalt | NHL totalt               | NHL totalt | 245 | 20 | 21 | 41 | 103 | 21 | 0 | 2 | 2 | 8  |

### Internationellt
| År            | Lag           | Turnering     | Matcher | Mål | Assist | Poäng | Utv |
| ------------- | ------------- | ------------- | ------- | --- | ------ | ----- | --- |
| 2004          | Finland       | JVM           | 7       | 1   | 0      | 1     | 0   |
| 2005          | Finland       | JVM           | 6       | 1   | 4      | 5     | 2   |
| 2011          | Finland       | VM            | 9       | 1   | 1      | 2     | 8   |
| Junior totalt | Junior totalt | Junior totalt | 13      | 2   | 4      | 6     | 2   |
| Senior totalt | Senior totalt | Senior totalt | 9       | 1   | 1      | 2     | 8   |